# تیم دانلی
تیم دانلی (انگلیسی: Tim Donnelly؛ زادهٔ ۳ سپتامبر ۱۹۴۴) بازیگر اهل ایالات متحده آمریکا است.
از فیلم‌ها یا برنامه‌های تلویزیونی که وی در آن نقش داشته است، می‌توان به وضعیت اضطراری!، هاوایی فایو-او و ویرجینیایی اشاره کرد.